# That Girl
Singles de Stevie Wonder
Did I Hear You Say You Love Me
(1981) Do I Do
(1982)
That Girl est une chanson de l'auteur-compositeur-interprète américain Stevie Wonder. Diffusée dès décembre 1981, elle constitue l'une des quatre chansons inédites présentes sur sa compilation Stevie Wonder's Original Musiquarium I sortie en 1982. 
That Girl se hisse à la 4e place du Billboard Hot 100 et passe neuf semaines à la 1re position du classement Billboard R&B, une longévité inédite depuis Let's Stay Together de Al Green en 1971.

## Composition
Stevie Wonder joue tous les instruments : Fender Rhodes, piano, synthétiseur, percussions et harmonica. 
Le single sort le 30 décembre 1981 chez Tamla. 

## Classement

### Classement hebdomadaire
| Classement (1982)                             | Meilleure position |
| --------------------------------------------- | ------------------ |
| États-Unis (Billboard Hot 100)                | 4                  |
| États-Unis (Billboard Adult Contemporary)     | 10                 |
| États-Unis (Billboard Hot R&B)                | 1                  |
| États-Unis (Billboard Dance Club Songs)       | 27                 |
| États-Unis (Cash Box Top 100)                 | 1                  |
| Canada (RPM Top Singles)                      | 16                 |
| Canada (RPM Adult Contemporary)               | 4                  |
| Royaume-Uni (OCC)                             | 39                 |
| Belgique (Ultratop 50 Singles néerlandophone) | 20                 |
| Finlande (Suomen Virallinen Lista)            | 14                 |
| Nouvelle-Zélande (New Zealand Listener (en))  | 20                 |
| Pays-Bas (Nederlandse Top 40)                 | 42                 |

### Classement annuel
That Girl permet à Wonder d'obtenir sa plus longue période au sommet du classement R&B, la chanson se classant durant neuf semaines sur la première marche, du 20 février au 17 avril 1982. Il s'agit également de la plus longue période au sommet de ce classement tous chanteurs confondus depuis Let's Stay Together de Al Green, lui aussi resté durant neuf semaines en 1971.
| Classement (1982)              | Position |
| ------------------------------ | -------- |
| États-Unis (Billboard Hot 100) | 43       |
| États-Unis (Billboard Hot R&B) | 1        |
| États-Unis (Cash Box)          | 12       |
|                                |          |

## Reprises
Informations issues de SecondHandSongs, sauf mentions complémentaires.
- En 1992, Hue and Cry (en) sur Truth and Love,
- En 1993, Mark Whitfield sur Mark Whitfield,
- En 2003, Joe feat. Mr. Cheeks sur Conception - An Interpretation of Stevie Wonder's Songs (#71  États-Unis (Billboard R&B)),
- En 2013, Geri Allen sur Grand River Crossings (en),
- En 2015, Peter Sprague (en) & Leonard Patton sur Dream Walkin',
- En 2015, Bob Baldwin (en) sur MelloWonder,
- En 2017, Gabriel Bello (en) sur Steveland.

## Sampling
Informations issues WhoSampled, sauf mentions complémentaires.
- En 1992, Jade dans Don't Walk Away (en),
- En 1995, Tupac Shakur dans So Many Tears,
- En 1998, Queen Latifah dans Let Her Live,
- En 2008, 50 Cent dans That Girl.